# 151. attackflygdivisionen
151. attackflygdivisionen även känd som Olle Röd var en attackflygdivision inom svenska flygvapnet som verkade i olika former åren 1947–1997. Divisionen var baserad på Söderhamns flygplats i söder om Söderhamn.

## Historik
Olle Röd var 1. divisionen vid Hälsinge flygflottilj (F 15), eller 151. attackflygdivisionen inom Flygvapnet, och bildades den 2 maj 1947 som en jaktflygdivision. Genom försvarsbeslutet 1958 beslutades att Hallands flygflottilj (F 14) skulle avvecklas. Rollen som attackflygflottilj skulle istället övertas av F 15.
Åren 1960-1961 påbörjades omskolningen och ombeväpningen av divisionen till en attackdivision. Divisionen opererade fram till 1974 med A 32A Lansen. F 15 skulle därefter som andra flottilj omskolas och ombeväpnas till AJ 37 Viggen. Olle Röd blev först vid F 15 med att tillföras Viggen-systemet.
Flygningarna med AJ 37 inleddes vid divisionen den 2 december 1974, efter att stationskompaniet omskolats tidigare på hösten. År 1978 invigdes divisionens och kompaniets nya hangar H33. Olle Röd var fram till den 30 juni 1993 enda divisionen vid flottiljen som var en renodlad AJ 37 division. I samband med att Västgöta flygflottilj (F 6) upplöstes och avvecklades, så tillfördes divisionen ett antal AJ 37 och AJS 37 individer därifrån. Samma år, 1993, så började divisionen tillföras AJS 37, vilket var en vidareutveckling av AJ 37, i syfte att ge flygplanen en begränsad JAS-kapacitet, det vill säga Jakt/Attack/Spaning. Ett utvecklingsprogram som skulle underlätta Flygvapnets övergång till JAS 39.
Genom försvarsbeslutet 1996 beslutades att F 15 skulle avvecklas. Med avvecklingsbeslutet skulle all flygverksamhet vid flottiljen upphört senast den 30 juni 1997, vilket även blev det datum som Olle Röd upplöstes. Flertalet av divisionens flygplan överfördes till 101. spaningsflygdivisionen vid Skånska flygflottiljen och till 211. spaningsflygdivisionen vid Norrbottens flygflottilj.

## Materiel vid förbandet
| Jaktflygplan - 1947–1952: J 21 - 1952–1956: J 28 Vampire - 1956–1960: J 29F Tunnan | Attackflygplan - 1960–1974: A 32A Lansen - 1974–1997: AJ 37 Viggen - 1993–1997: AJS 37 Viggen |

## Förbandschefer
Divisionschefer vid 151. attackflygdivisionen (Olle Röd) åren 1947–1997.

- 1947–195?: ?
- 195?–1960: Bertil Nordström
- 1961–1966: Ebbe Severinsson
- ????–????: Jan Jonsson[3]
- 1966–1997: ?

## Anropssignal, beteckning och förläggningsort
| Olle Röd | 1947-05-02 | – | 1997-06-30 |

| 151. jaktflygdivisionen   | 1947-05-02  | – | 1960-12-31? |
| 151. attackflygdivisionen | 1961-01-01? | – | 1997-06-30  |

| Söderhamns flygplats (F) | 1947-05-02 | – | 1997-06-30 |

## Galleri

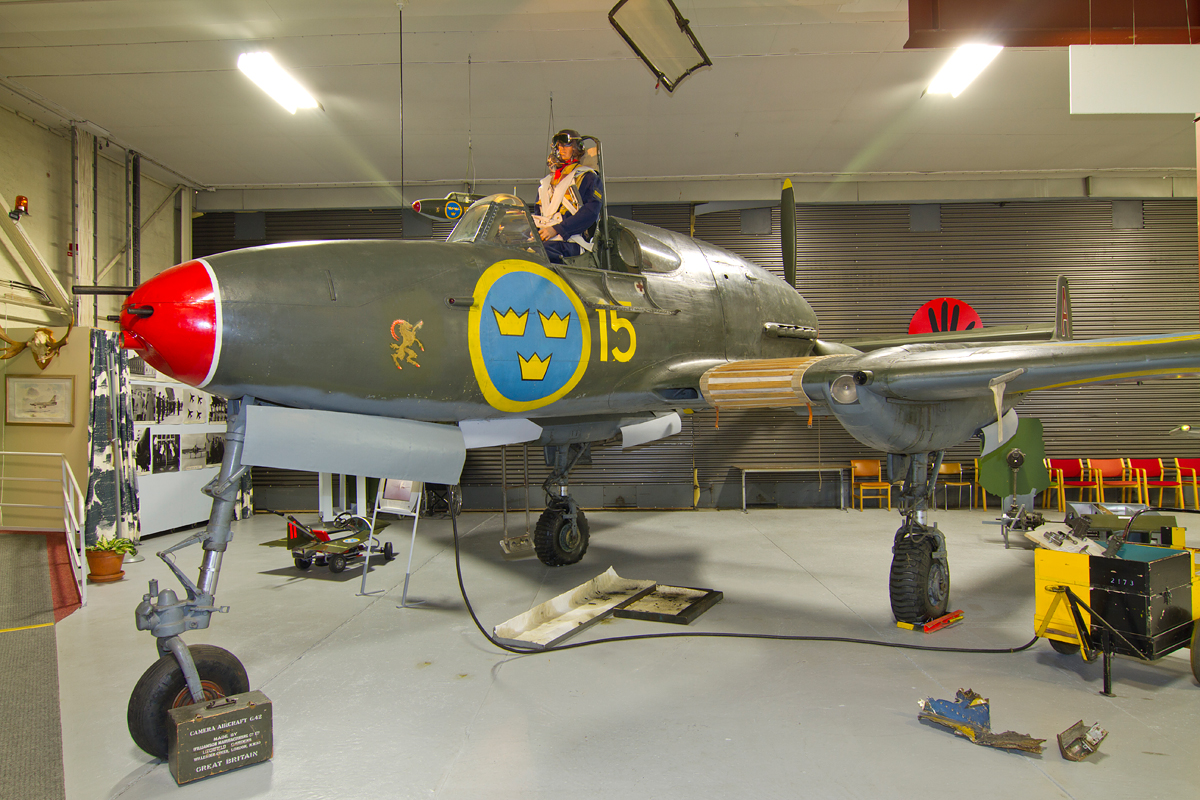
J 21 (1947–1952).
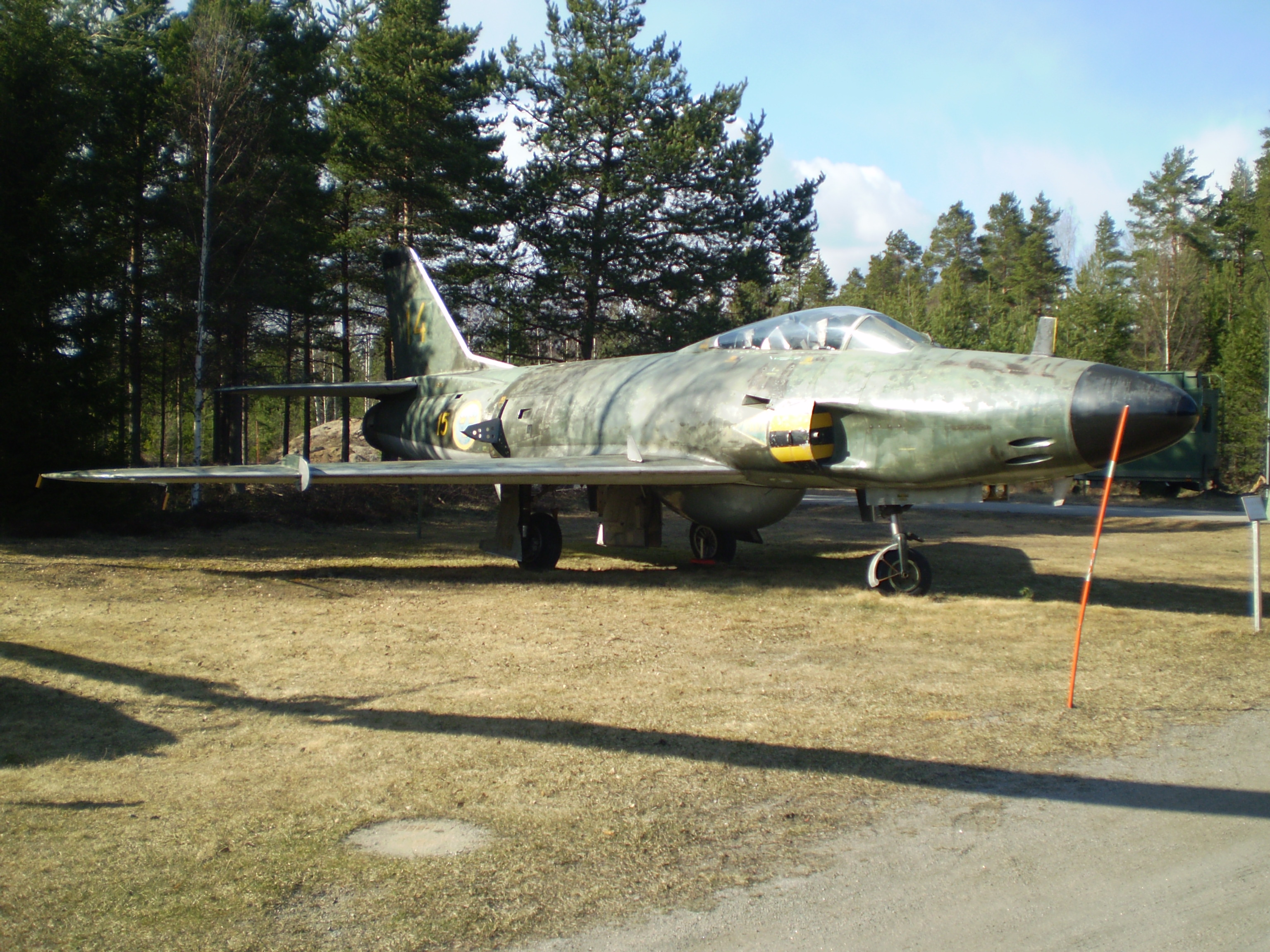
A 32A Lansen (1960–1974).
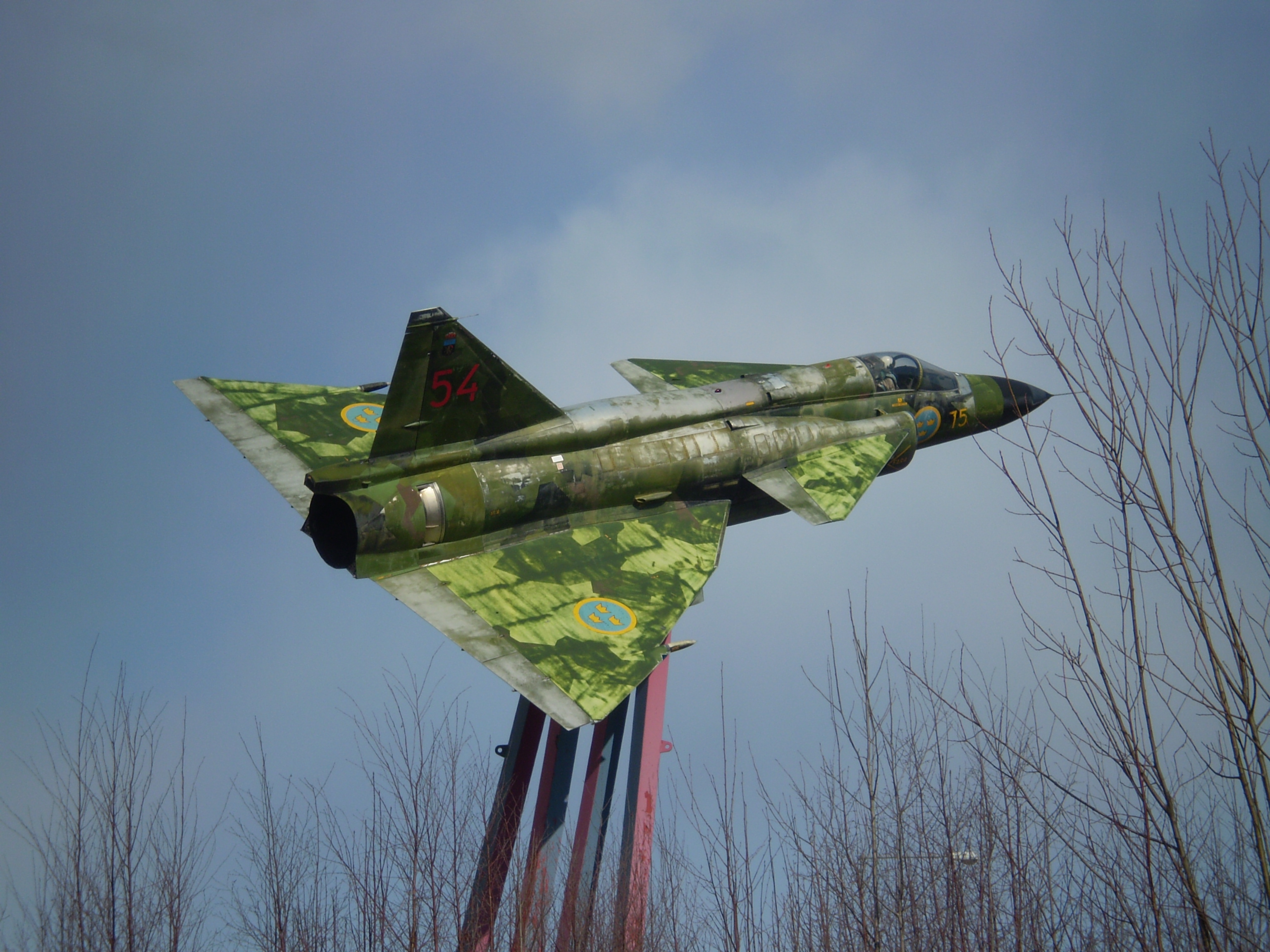
AJ 37 Viggen (1974–1997).
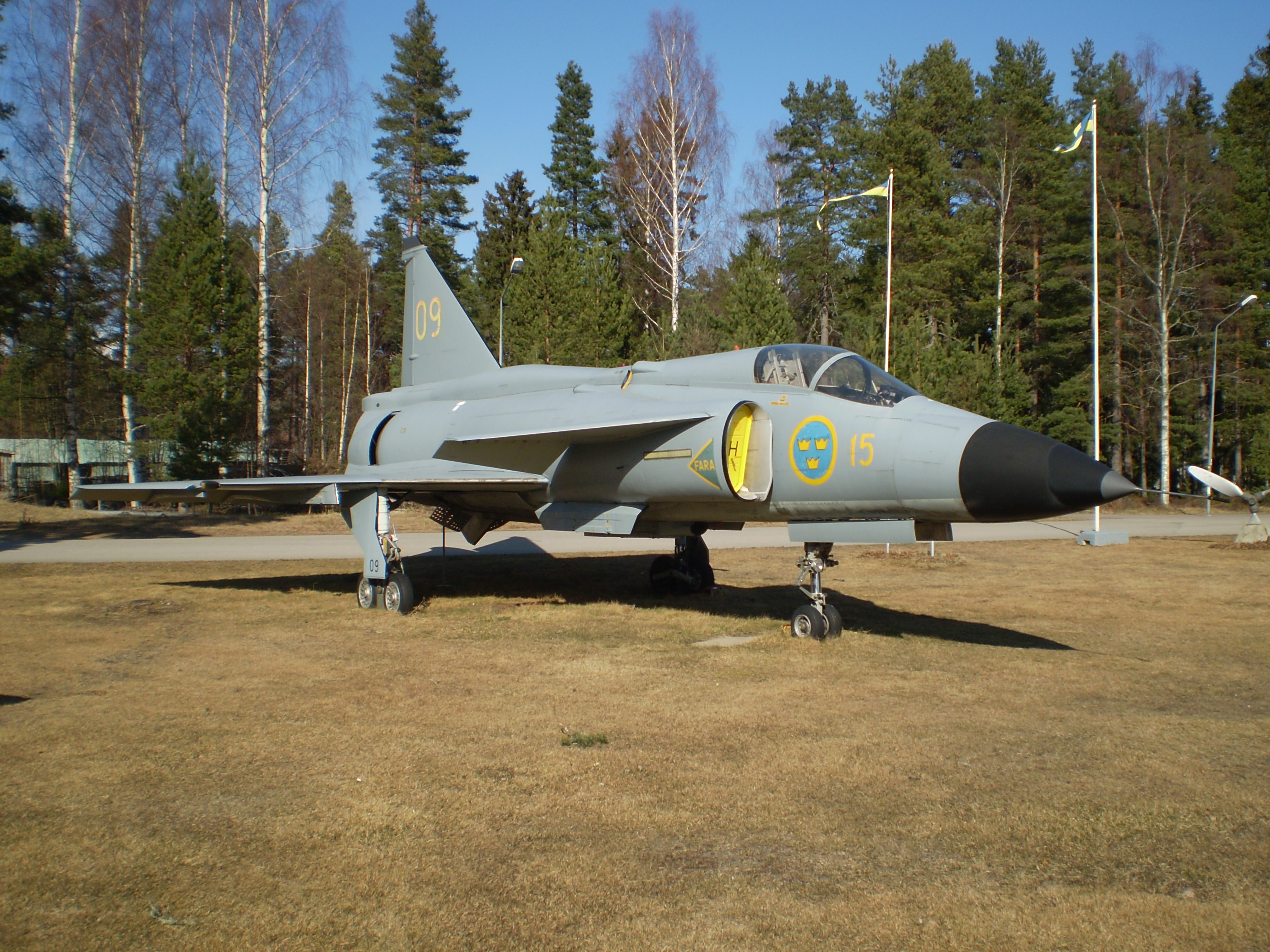
AJS 37 Viggen (1993–1997).